# منفذ جديدة عرعر (السعودية)
منفذ جديّدة عرعر هو منفذ حدودي سعودي يربط شمال المملكة العربية السعودية بجمهورية العراق، ويقع في محافظة جديدة عرعر على بعد 50 كيلومتراً شمال مدينة عرعر، وجنوب غرب مدينة النخيب العراقية، أُغلق المنفذ رسمياً بعد الغزو العراقي للكويت في عام 1990م باستثناء مواسم الحج، ومنذ إغلاقه لم يكن هناك أي معابر مباشرة بين المملكة والعراق حتى أغسطس 2017م، عندما أُعيد افتتاح المنفذ بشكل دائم للمسافرين ورحلات الحج والتبادل التجاري. في 18 نوفمبر عام 2020 تم إعادة افتتاح منفذ جديدة عرعر بعد إغلاقه لمدة تجاوزت 29 عامًا. يسلك حجاج جمهورية العراق طريق "جديدة عرعر - عرعر - سكاكا - المدينة المنورة - مكة المكرمة" بطول 1579 كم.

## مشروع إنشاءات وتحسينات منفذ جديدة عرعر
انطلق المشروع في نوفمبر 2018م، وعلى مساحة مليون و666 ألف و772 متر مربع، بقيمة إجمالية بلغت 259,441,433 ريالا، ويضم المشروع منطقة لوجستية ستكون بمثابة البوابة الاقتصادية للجزء الشمالي من المملكة وساحة تبادل تجاري تربط المملكة العربية السعودية بقارة أوروبا وآسيا، تشتمل على كبائن للجمارك والجوازات في كلا الجانبين السعودي والعراقي لخدمة وإنهاء إجراءات العابرين، ومباني إدارية للقطاعات الأمنية العاملة بالمنفذين، ومباني أُخرى للإدارات التي تخدم المختصين في المناطق الجمركية، كما يتضمن المشروع شبكة طرق حديثة تربط جميع مرافقه ومكوناته بين الجانبين ببعضها لتسهيل حركة التبادل التجاري بين البلدين. إضافة إلى العمل إتاحة رحلات الحج والعمرة طيلة أيام السنة من خلال المنفذ لحجاج العراق والدول المجاورة للعراق، ويتم العمل على تنفيذ المشروع خلال مدة زمنية تنتهي في18 يونيو 2019م.

## زيارة المعتمرين
في يوم 6 أيلول/سبتمبر سنة 2022 أعلنت إمارة منطقة الحدود الشمالية في السعودية عن استقبال عراقيين زائرين للعمرة من الطريق البري عبر منفذ جديدة عرعر، وكان منفذ عرعر قبلئذٍ مقتصراً على دخول الحجاج من العراق لمدة أكثر من ثلاثين سنة، وكان المعتمرون العراقيون يذهبون إلى السعودية جوّاً فقط.